# Come parli frate?
Come parli frate? è un mediometraggio diretto da Nanni Moretti, parodia de I promessi sposi di Alessandro Manzoni.
Fu girato in super 8.
Si tratta di una rilettura del romanzo dal punto di vista di Don Rodrigo, personaggio interpretato dallo stesso regista.
"Come parli, frate?" è un passo del capitolo VI del romanzo ed è la domanda che uno sprezzante e sorpreso don Rodrigo rivolge a Fra Cristoforo in un acceso dialogo; "Parlo come si parla a chi è abbandonato da Dio, e non può più far paura" sarà la risposta del frate.